# Hacırahmanlı, Saruhanlı
Hacırahmanlı là một thị trấn thuộc huyện Saruhanlı, tỉnh Manisa, Thổ Nhĩ Kỳ. Dân số thời điểm năm 2011 là 3.035 người.